# Constantin Manassès
Constantin Manassès (grec : Κωνσταντῖνος Μανασσῆς) est un écrivain byzantin du XIIe siècle, né probablement vers 1130 ou peu avant, et mort dans les années 1180.

## Éléments biographiques
Le peu d'informations qu'on a sur lui viennent surtout de ses œuvres. Il était très probablement apparenté, on ne sait comment, à son contemporain le patriarche melkite d'Antioche Athanase Ier Manassès (1157-1170), leur patronyme étant rare. Les allusions à des personnages ou des événements contemporains contenues dans ses ouvrages renvoient au troisième quart du XIIe siècle, sous le règne de l'empereur Manuel Ier Comnène.
Autant qu'on puisse le savoir, il n'exerça jamais de fonctions officielles dans l'État ou dans l'Église: la tradition selon laquelle il aurait fini métropolite de Naupacte a été réfutée par O. Lampsides. Il vivait en mettant sa plume au service de riches personnages et en sollicitant leurs faveurs. Ses principaux patrons furent: la sebastokratorissa Irène, belle-sœur de l'empereur et protectrice de plusieurs lettrés de l'époque; le général Jean Kontostéphanos, neveu de l'empereur; Alexis Doukas, petit-fils d'Anne Comnène qui fut notamment gouverneur de Chypre; le megas hetaireiarches Georges Paléologue; et l'empereur lui-même.

## Œuvres secondaires
Parmi les discours qu'il composa au service de ces puissants personnages, on peut citer: deux oraisons funèbres consacrées à Théodora, femme de Jean Kontostéphanos; une déploration de la mort de Nicéphore Comnène, autre petit-fils d'Anne; plusieurs discours à la gloire de l'empereur, notamment un panégyrique daté de 1173. A une certaine époque, il perdit la faveur de l'empereur à cause de rumeurs malveillantes qui circulaient à son sujet, et il tenta de la regagner en composant un Éloge du logothète du drome Michel Hagiothéodoritès, qu'il fit parvenir au ministre.
On possède également de lui cinq textes descriptifs isolés (έκφράσεις), sans doute composés pour être récités dans des réunions littéraires: le piégeage d'oiseaux sur la rive asiatique du Bosphore; une chasse à la grue avec l'empereur Manuel et son faucon préféré; une mosaïque représentant la terre dans le palais impérial; une œuvre d'art dans le palais de Georges Paléologue; un nain amené de Chios pour être exhibé devant la cour impériale.
On lui attribue aussi parfois un poème sur l'astrologie en vers pentédécasyllabiques, dédié à la sebastokratorissa Irène, et qui nous est parvenu dans les manuscrits sous le nom de Théodore Prodrome; W. Hörandner, éditeur de la poésie de ce dernier auteur, observe que l'attribution de ce poème à Manassès est plus probable.

## Ouvrages principaux
Mais Constantin Manassès est surtout connu pour trois ouvrages:
1. une Chronique universelle (Χρονική σύνοψις), racontant l'histoire du monde depuis la Création jusqu'en 1081 (avènement d'Alexis Ier Comnène), et formée de 6733 vers pentédécasyllabiques (le « vers politique » de la poésie byzantine)[14]; composée vers 1150, elle est dédiée à Irène Comnène; elle rencontra un très grand succès et on en fit aussi une version en prose; elle fut traduite en bulgare[15] dans les premières années du règne du tsar Ivan Alexandre (1331-1371), et cette traduction fit l'objet vers 1345 d'un splendide manuscrit illustré, chef-d'œuvre de l'enluminure médiévale (actuellement conservé au Vatican: le Codex Vaticano Slavo 2, avec 69 miniatures représentant plus de 100 scènes historiques[16]);
2. un roman également écrit en « vers politiques » et intitulé Aristandre et Callithéa; l'ensemble du texte est perdu, mais 36 fragments sont conservés dans un recueil d'extraits dû à Maxime Planude[17];
3. un Récit de voyage (Όδοιπορικόν) rendant compte de sa participation à l'ambassade menée par Jean Kontostéphanos, en 1160, auprès du roi Baudouin III de Jérusalem afin d'obtenir une épouse pour l'empereur Manuel; c'est un récit poétique en quatre livres (1er: trajet d'aller par voie de terre de Constantinople à Samarie; 2e: ambassade, et première maladie de Manassès; 3e: deuxième maladie de l'auteur, et sa nostalgie de Constantinople; 4e: retour par la mer, et évocation de l'échec de l'ambassade); un récit très subjectif et centré sur le narrateur lui-même, qui ne jouait aucun rôle officiel dans l'ambassade et semble avoir contracté le paludisme[18].